# Гребенченко, Леонид Григорьевич
Леони́д Григо́рьевич Гребе́нченко (укр. Леонід Григорович Гребенченко; род. 22 апреля 1944, Александровка, Кировоградская область) — украинский государственный деятель, депутат Верховной рады Украины I созыва (1990—1994).

## Биография
Родился 22 апреля 1944 года в селе Александровка Долинского района Кировоградской области.
Окончил Донецкий политехнический институт по специальности «инженер-механик».
С 1961 года работал слесарем, вулканизаторщиком, техником, инженером автоколонны № 2219 г. Горловки. С 1967 был вторым секретарём Центральногородского районного комитета ЛКСМУ г. Горловки.
C 1965 года был членом КПСС.
С 1969 года работал инженером-конструктором СКБ Горловского машиностроительного завода имени С. М. Кирова, с 1970 года — инструктором, затем заместителем заведующего промышленно-транспортного отдела Центральнорайонного городского комитета КП УССР г. Горловки, с 1983 года работал в комитете народного контроля г. Горловки, с 1984 года был помощником директора шахты имени Гагарина ПО «Артёмуголь».
С 1985 год являлся директором Горловского фурнитурного завода.
В 1990 году в ходе первых альтернативных парламентских выборов в Украинской ССР был выдвинут кандидатом в народные депутаты общим собранием жителей поселков Кондратьевка и Каютино, 18 марта 1990 года во втором туре был избран народным депутатом Верховного совета Украинской ССР XII созыва (в дальнейшем — Верховной рады Украины I созыва) от Горловского-Калилинского избирательного округа № 118 Донецкой области, набрал 61,20 % голосов среди 7 кандидатов. В парламенте входил в депутатскую групп «За советскую суверенную Украину», был членом комиссии по делам ветеранов, пенсионеров, инвалидов, репрессированных, малообеспеченных и воинов-интернационалистов. Депутатские полномочия истекли 10 мая 1994 года.
С 1993 года был генеральным директором АОЗТ «Украина, товар, фурнитура».